# 733 (číslo)
Sedm set třicet tři je přirozené číslo. Následuje po čísle sedm set třicet dva a předchází číslu sedm set třicet čtyři. Římskými číslicemi se zapisuje DCCXXXIII a řeckými číslicemi ψλγ.

## Matematika
733 je:
- Deficientní číslo
- Prvočíslo
- Nešťastné číslo

## Astronomie
- (733) Mocia je planetka hlavního pásu, kterou objevil v roce 1912 Max Wolf

## Roky
- 733
- 733 př. n. l.